# San Felice sul Panaro
San Felice sul Panaro – miejscowość i gmina we Włoszech, w regionie Emilia-Romania, w prowincji Modena.
Według danych na rok 2004 gminę zamieszkiwało 10 006 osób, 196,2 os./km².
W miejscowości znajduje się stacja kolejowa San Felice sul Panaro.